# Kadyktsjan
Kadyktsjan (Russisch: Кадыкчан; Eveens voor "vallei des doods") is een spookstad en een voormalige nederzetting met stedelijk karakter gericht op de mijnbouw in de Russische oblast Magadan aan de Kolymatrakt tussen Magadan en Oest-Nera, in het noorden van het Russische Verre Oosten. De plaats ligt aan de rivier de Ajan-Joerja (zijrivier van de Kolyma) op 65 kilometer ten noordwesten van Soesoeman in het district Soesoemanski.
De Evenkse naam is afgeleid van de ondergrondse bronnen op de locatie van de plaats, die plotseling door de bodem naar boven konden schieten. Hierdoor leek het voor hen alsof de plaats betoverd was.

## Geschiedenis

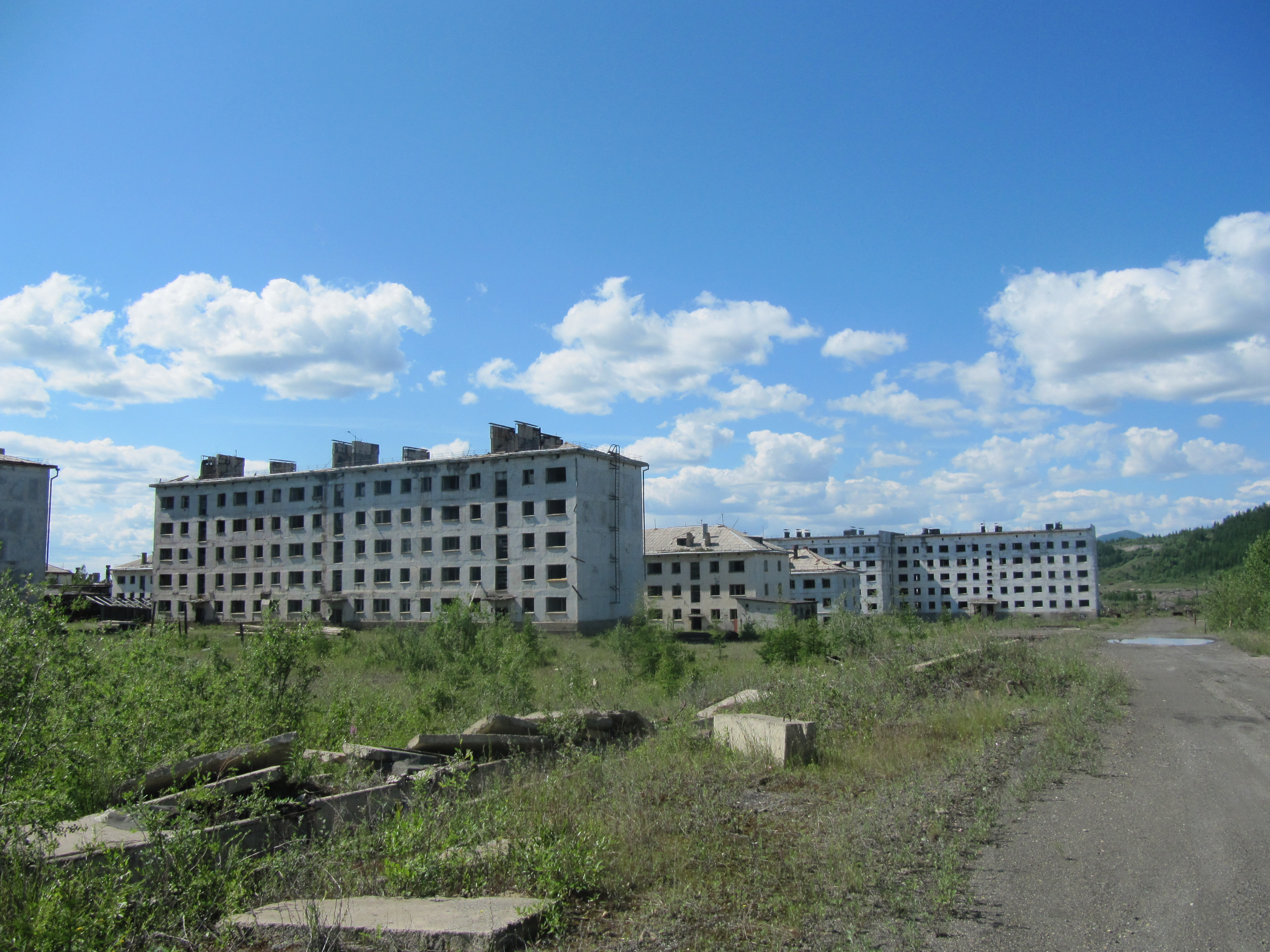

Kadyktsjan werd gesticht door Goelagdwangarbeiders, kort na de vondst van hoogwaardig steenkool bij de plaats tijdens een geologische expeditie in 1943. Dit steenkool werd uit lagen 400 meter ondergronds naar boven gehaald. Nadat de Goelagindustrie rond de Dalstroj instortte door de dood van Stalin, kwamen leden van de Komsomol naar het gebied, gelokt door de hoge lonen, die 5 tot 6 maal het landelijk gemiddelde bedroegen.
Toen de perestrojka begon, stortte de mijnbouw in de oblast Magadan in en kreeg de lokale plaatsvormende onderneming het erg moeilijk. In november 1996 vond een groot mijnongeluk plaats in de verliesgevende mijn, waarbij 6 doden vielen. De steenkoolmijn werd daarop gesloten en door de regering werd daarop besloten om Kadyktsjan ook te sluiten (op te geven), aangezien de mijn de plaatsvormende onderneming was. De jaarlijkse productie was al teruggelopen van meer dan 900.000 ton in 1981 naar iets meer dan 100.000 ton vlak voor het ongeluk. In 1998 werd de ingang van mijn nr. 10 opgeblazen en werd de mijngang onder water gezet om indringers te weren.
Daarop verliet de werkloos geworden bevolking de plaats in rap tempo. Na het vertrek van de bevolking stak het stadsbestuur de belangrijkste gebouwen van de plaats in brand om herhuisvesting te voorkomen, aangezien de plaats werd opgegeven.
Later vielen ook de watersystemen en het riool uit, waardoor de overgebleven bevolking op steeds primitievere wijze moest zien te overleven. Uiteindelijk gaf ook de boiler van de stadsverwarming het op en in 2003 viel de stroomvoorziening definitief uit, waardoor bewoners moesten zien te overleven bij temperaturen tot −40 °C. Slechts enkele bejaarden, vooral voormalige Goelaggevangenen, woonden toen nog in de plaats en weigerden deze te verlaten omdat er nauwelijks geld werd geboden door de overheid voor verhuizing naar andere plaatsen. Zelfs na een lening van de Wereldbank was er nog te weinig geld, waarna het bestuur van het gemeentelijk district Soesoemanski besloot om financieel bij te springen.
Eind jaren 2000 vertrokken meeste resterende inwoners en in 2010 was de plaats volgens de volkstelling van dat jaar officieel verlaten, zij het dat reizigers nog in 2012 enkele bewoners aantroffen.
|                                 |
| ■ Volkstelling ■ Andere bronnen |